# Uli Bohnen
Uli Bohnen (* 9. Februar 1948 in Mönchengladbach; † 23. März 2022 in Eschweiler) war ein deutscher Kunsthistoriker, Kunsttheoretiker, Ausstellungsorganisator, Fotograf und Sammler. Er forschte zu der nach dem Ersten Weltkrieg in Köln gegründeten Künstlervereinigung Gruppe Progressiver Künstler. Seine Dissertation zu diesem Thema erschien 1976, und 1978 fanden von ihm vorbereitete und von Katalogen begleitete Ausstellungen über Franz W. Seiwert und Hans Schmitz im Kölnischen Kunstverein statt. 1982 gab Bohnen im DuMont-Verlag die Schriften von Otto Freundlich heraus. Bis zu seiner Emeritierung lehrte Uli Bohnen als Professor für Kunstgeschichte und Ästhetische Theorie an der Fachhochschule Darmstadt (heute Hochschule Darmstadt).

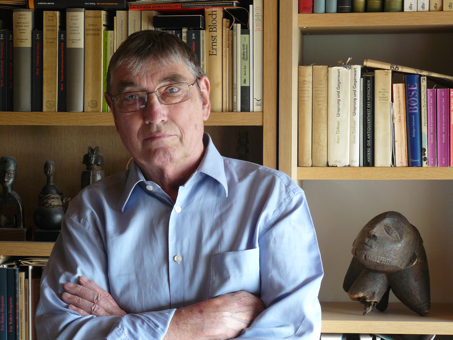
Uli Bohnen (2019)

## Leben
Von 1958 bis 1965 erhielt Uli Bohnen in Mönchengladbach Kunstunterricht bei Otto Coenen. Nach seinem Abitur (1967) studierte er ab 1968 Kunstgeschichte, Philosophie und Allgemeine Rhetorik in Tübingen und in Berlin. Im Anschluss an seine Promotion im Jahr 1977, die er mit der Auszeichnung „magna cum laude“ abschloss, war Uli Bohnen als Lehrbeauftragter und Gastprofessor an in- und ausländischen Hochschulen tätig. 1992 wurde er als Professor auf Lebenszeit an die Fachhochschule Darmstadt berufen. Er lebte und arbeitete in Eschweiler, wo er auch im März 2022 im Alter von 74 Jahren starb.

## Forschung

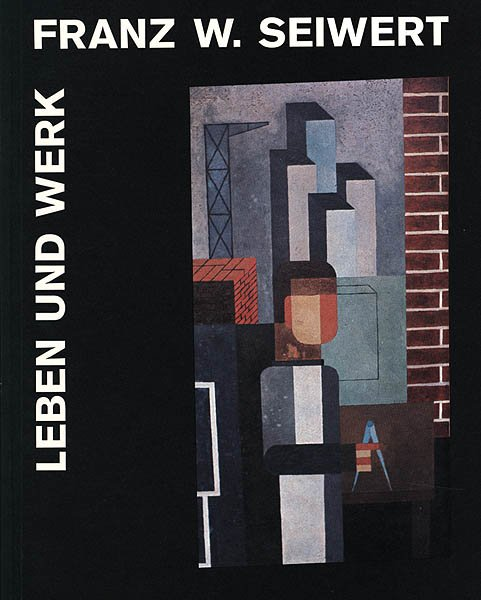
Uli Bohnen (Hrsg.): Franz W. Seiwert. Leben und Werk. Braunschweig 1978.

Bereits während seines Studiums forschte Uli Bohnen zu der Kölner Gruppe Progressiver Künstler (1918–1933) um Franz W. Seiwert und Heinrich Hoerle. Er kontaktierte die noch lebenden Mitglieder und Freunde und betrieb Grundlagenforschung zu deren Werk. Seine Ergebnisse publizierte Uli Bohnen in zahlreichen Büchern und Aufsätzen; auch kuratierte er Ausstellungen zum Thema.
Im Rahmen seiner Recherchen beschäftigte sich Bohnen auch mit der Identität und dem Werk von B. Traven. Seine Arbeit ist ein essentieller Baustein in der Forschung. So beleuchtete er erstmals die Verbindung zwischen Traven (Ret Marut) und F. W. Seiwert.
Des Weiteren forschte Uli Bohnen intensiv zu den Werken des Malers Otto Coenen und des Bildhauers Otto Freundlich. Er legte Werkverzeichnisse an, gab Schriften heraus und organisierte Ausstellungen. Ob eine Ausstellung gut ist, hängt für Bohnen nicht unbedingt nur von der Qualität des oder der Künstler ab, sondern auch „vom Grad der intellektuellen Auseinandersetzung“. Die von ihm kuratierte Ausstellung „Transparenz – Transzendenz“ lobte David Galloway als „a handsome, provocative show“.
Anstatt sich den großen, längst in der Kunstgeschichte etablierten Künstlern zu widmen, war ihm an der Förderung von Künstlern der Moderne gelegen, die von der kunstwissenschaftlichen Forschung eher unberücksichtigt geblieben sind, wie Elfriede Stegemeyer, Hans Schmitz oder August Tschinkel.

## Lehrtätigkeit
- 1978/79: Ruhr-Universität Bochum, FB Sozialwissenschaften. Lehraufträge für Politik und Kunst im 20. Jahrhundert
- 1988/89: Staatliche Akademie der Bildenden Künste Karlsruhe. Gastprofessur für Kunstgeschichte
- 1990: Bezalel Kunstakademie Jerusalem. Lehrauftrag für Kunsttheorie
- 1990: University of South Florida, Tampa (Vorlesungsreihe)
- 1991/92: Hochschule für Gestaltung. Offenbach am Main. Gastprofessur für Kunstgeschichte und Mediensoziologie
- 1991/92: Fachhochschule Darmstadt. Fachbereich Gestaltung. Lehrauftrag für Kunstgeschichte und Designtheorie
- 1992: Fachhochschule Darmstadt. Fachbereich Gestaltung. Professur auf Lebenszeit für Kunst- und Designgeschichte sowie Ästhetische Theorie

## Fotografie
Seit den 1970er-Jahren ist Uli Bohnen auch als künstlerischer Fotograf tätig. Klaus Honnef schreibt: „Mit den Bechers [teilt er] die Konzentration auf einen Themenkomplex, mit [Martin] Parr die bisweilen beißende Sicht und mit [Richard] Misrach das Engagement.“ Wichtige Themenbereiche im fotografischen Werk von Bohnen bilden einerseits religiöse Motive und andererseits die Spuren, die der Realsozialismus in Georgien, Armenien, Aserbaidschan, Litauen, in Polen oder auch der DDR bis Kuba hinterlassen hat. So dokumentiert er seit den 1990er-Jahren den gesellschaftlichen Wandel vor allem in Ländern der ehemaligen Sowjetunion. Dabei interessieren ihn insbesondere die Widersprüche und Kuriositäten aus kulturhistorischer Sicht. Man könnte Bohnens Fotos als Zeugnisse eines 'alternativen Tourismus' eigener Art bezeichnen. Uli Bohnen selbst spricht von „fotografischen Vergegenwärtigungen“.
„Durch seine Arbeitsweise zeigt Uli Bohnen, dass nicht die fotografische Technik, die durch moderne Innovationen und perfekte Kameras sowieso gewährleistet wird, sondern Gestaltungswille, initiiert durch eine Weltanschauung, die weiß, was sie reflektieren und zeigen will, zu wirkungsvollen Bildern führt.“ Bazon Brock ergänzt: „Das Bohnensche Bild kritisiert die rationalistische Auffassung, man könnte sich als moderner Zeitgenosse nach Belieben oder Opportunität entweder auf die symbolische Repräsentation der Welt oder die bloße Verkörperung von sozialen Rollen oder auf die Fressorgien von Inkarnationen beschränken.“ Unter dem Titel „Paradise L´Ost“ zeigten die Kunsthalle Barmen und die Stiftung Bethe in Wuppertal-Barmen 2006 eine Auswahl von Bohnens Bildern. Der Ausstellungskatalog erschien im Verlag Hatje Cantz. In seiner Rezension schrieb Michael Klein-Reitzenstein: „Der Bedeutungswechsel der Dinge, die Veränderungen in ihrem Umfeld und die Wandlung in der Rezeption durch die Bevölkerung haben Uli Bohnen interessiert. In oft doppelbödigen und mehrschichtig konstruierten Bildern zeigt er dem Betrachter mit kritisch-ironischem, manchmal auch sarkastischem Blick, wie diese Dinge im Laufe weniger Jahre profanisiert und/oder kommerzialisiert wurden.“

## Sammlungen
In den frühen 1990er-Jahren begann Uli Bohnen mit dem Aufbau einer umfangreichen Sammlung von Socialistica, also Objekten mit gestalterischem Bezug zum Sozialismus. Die Stücke stammen aus Ländern wie der VR China, der ehemaligen UdSSR und anderen Ländern Osteuropas und Kuba. Die ältesten entstanden 1919, die jüngsten etwa um 2006. „Zwar besitzt Uli Bohnen viele Stalins in unterschiedlicher Verpackung, Aufmachung und Funktion, doch bedeutet das, so betont er, nicht, dass er Stalin verehre,“ erläuterte Hannelore Hippe in einem Radio-Feature. Einige Exponate präsentierte Uli Bohnen 2001 und 2002 in Ausstellungen in Charleroi und Aachen. Auch sammelt er Ethnografica (vor allem aus Afrika). Echtheitsmerkmal der Socialistica ebenso wie im Fall der Africana ist, dass sie im rituellen Gebrauch waren.

## Schenkungen
Als Schenkung sind zahlreiche Fotografien und das Negativarchiv von Uli Bohnen in den Bestand der Photographischen Sammlung/SK Stiftung Kultur eingegangen. Zur Schenkung gehört darüber hinaus ein großes Konvolut von Dokumenten und von Bohnens Korrespondenz.
Außerdem erfolgten Schenkungen aus Bohnens Kunstsammlung an das Rheinische Landesmuseum in Bonn. Dem Afrikahaus in Sebnitz überließ das Ehepaar Bohnen/Laugs eine großzügige Schenkung afrikanischer Artefakte.

## Eigene Ausstellungen

### Einzelausstellungen (Auswahl)
- 2002: Kollektion. Fotografische Arbeiten und Socialistica-Sammelstücke. Galerie S, Aachen, Eröffnung: Bazon Brock
- 2006: Paradise L'Ost. Kunsthalle Barmen, Wuppertal und Stiftung Bethe, Wuppertal-Barmen, Eröffnung: Klaus Honnef
- 2007: Paradise L'Ost. Villa Ichon, Bremen, Eröffnung: Wulf Herzogenrath

### Gruppenausstellungen (Auswahl)
- 1978: Eröffnungsausstellung der Burtscheider Schule, Aachen
- 1983: Winterausstellung Aachener Künstler im Suermondt-Ludwig-Museum, Aachen
- 1997: Eutopia – Mail Art from the West. Provinciaalregering Limburg, Maastricht/Niederlande
- 2000: Hommage à Achim Duchow (1948–1993). Galerie Klein, Bad Münstereifel
- 2001: Position à la Periphérie II. Kunst aus Ostbelgien. Bâtiment Provincial. Solvay (Université du Travail Paul Pastur), Charleroi/Belgien
- 2007: Eine andere Sammlung. Sammlung Trude und Peter Lacroix. Suermondt-Ludwig-Museum, Aachen

## Kuratierte Ausstellungen (Auswahl)
- 1978: Franz W. Seiwert (1894–1933). Stationen: Kölnischer Kunstverein, Köln. Westfälischer Kunstverein, Münster. Kunstamt Kreuzberg, Berlin.
- 1978: Hans Schmitz (1896–1977). Kölnischer Kunstverein, Köln.
- 1978: Otto Freundlich – Leben und Werk (1878–1943). Rheinisches Landesmuseum, Bonn (Mitarbeit).
- 1983/84: Otto Coenen. Stationen: Städtisches Museum Abteiberg, Mönchengladbach. Wilhelm-Hack-Museum, Ludwigshafen. Neuer Berliner Kunstverein, Berlin. Galerie Stolz, Köln. Galerie Brockstedt, Hamburg. Goethe House, New York. Sander Gallery, New York.
- 1983/84: Elfriede Stegemeyer. Photographic Works 1931–1938. Sander Gallery, New York (Vorbereitung).
- 1988/89: Hommage – Demontage. Mit Arbeiten von Mike Bidlo, Ronnie Cutrone, Braco Dimitrijevic, Erró, Rainer Gross, Christof Kohlhöfer, Komar & Melamid, Alexander Kosolapov, Milan Kunc, Martha Laugs, Martin Lersch, Sherrie Levine, Nicolas Moufarrege, Gerard Päs, Elaine Sturtevant, Ulrich Tillmann & Wolfgang Vollmer. Stationen: Neue Galerie. Sammlung Ludwig, Aachen. Wilhelm-Hack-Museum, Ludwigshafen. Städtisches Museum, Gelsenkirchen. Museum Hedendaagse Kunst, Utrecht/Niederlande. Provinciaalmuseum, Hasselt/Belgien. Museum des 20. Jahrhunderts, Wien.
- 1991/92: Transparenz – Transzendenz. Mit Arbeiten von Bill Barrette, Thom Barth, Ugo Dossi, Wyn Geleynse, Brigitte Kowanz, Mischa Kuball, Martha Laugs, Jakob Mattner, Osvaldo Romberg, Doug & Mike Starn, Clemens Weiss. Stationen: Ludwig Forum für Internationale Kunst, Aachen (anlässlich der Eröffnung des Hauses). University of South Florida. Art Museum, Tampa. Samuel P. Harn Museum. University of Florida, Gainesville. Art Museum, Jacksonville/Florida.

## Veröffentlichungen

### Bücher und Ausstellungskataloge (Auswahl)
- Das Gesetz der Welt ist die Änderung der Welt. Die rheinische Gruppe progressiver Künstler (1918–1933). Dissertation. Karin Kramer Verlag, Berlin 1976, ISBN 3-97956-077-3.
- Franz W. Seiwert (1894–1933). Leben und Werk. Text und Werkverzeichnis. Ausstellungskatalog. Herausgegeben von Uli Bohnen und dem Kölnischen Kunstverein. Waisenhaus-Buchdruckerei und Verlag, Braunschweig 1978.
- Franz W. Seiwert. Der Schritt, der einmal gemacht wurde, wird nicht zurückgenommen. Schriften. Herausgegeben von Uli Bohnen und Dirk Backes. Karin Kramer Verlag, Berlin 1978.
- Otto Freundlich. Ein Wegbereiter der gegenstandslosen Kunst. Schriften. Herausgegeben von Uli Bohnen. DuMont Buchverlag, Köln 1982, ISBN 3-7701-1263-6.
- Otto Coenen. Leben und Werk. Ausstellungskatalog. Herausgegeben von Uli Bohnen, Städtisches Museum Abteiberg in Mönchengladbach, Neuer Berliner Kunstverein in Berlin und Wilhelm-Hack-Museum in Ludwigshafen. Mitarbeit an Ausstellung und Werkübersicht Dirk Backes. Mit Beiträgen von Uli Bohnen, Martha Laugs, Klaus Flemming. Wienand Verlag, Köln 1983, ISBN 3-87909-128-5.
- Hommage – Demontage. Ausstellungskatalog. Deutsch/Englisch. Supplementheft niederländisch. Herausgegeben von Uli Bohnen. Mit Beiträgen von Uli Bohnen, Peter Frank, Wouter Kotte, Louis Peters. Wienand Verlag, Köln 1988, ISBN 3-87909-193-5.
- Transparenz – Transzendenz. Ausstellungskatalog. Deutsch/Englisch. Herausgegeben von Uli Bohnen. Mit Beiträgen von Wolfgang Becker, Uli Bohnen, Wouter Kotte, Margaret A. Miller. Wienand Verlag, Köln 1991, ISBN 3-87909-263-X.
- Paradise L’Ost. Fotos von Uli Bohnen. Texte von Klaus Honnef und Bazon Brock. Ein Interview von Antje Birthälmer mit Uli Bohnen. Hatje Cantz Verlag, Ostfildern 2006, ISBN 3-7757-1773-0.

### Aufsätze und Katalogbeiträge (Auswahl)
- Gerd Arntz – Politieke Prenten tussen twee oorlogen. SUN Verlag, Nijmegen/Niederlande 1973.
- Zum Verständnis der politischen Vorstellungen der rheinischen 'Gruppe progressiver Künstler'. In: Vom Dadamax bis zum Grüngürtel. Köln in den zwanziger Jahren. Ausstellungskatalog. Redaktion Wulf Herzogenrath. Kölnischer Kunstverein, Köln 1975.
- Franz Wilhelm Seiwert (1894–1933). In: Ausstellungsfaltblatt Franz Wilhelm Seiwert. Salón de la plástica Mexicana, Mexiko-Stadt 1977 (spanisch)
- Der Bildhauer und Grafiker Hans Schmitz (1896–1977). Kölnischer Kunstverein, Köln 1978.
- Ret Marut (= B. Traven). und seine rheinischen Freunde. In: Schwarze Protokolle. 16. Berlin 1978.
- Ernst Bloch – Empiriker des Mystischen. in: Schwarze Protokolle, Pseudonym Doktor Eisenbarth. 16. Berlin 1978.
- Ernst Wille und die Fundierung der Klassik in der Gegenwart. In: Ernst Wille – Basler Blätter. Edition Lanz, Basel 1984.
- Gottfried Brockmann – Maler zwischen zwei Stühlen? In: Gottfried Brockmann. Ausstellungskatalog. Overbeck-Gesellschaft, Lübeck 1985.
- Conservatism and Modernity: Drawing in Cologne During the Twenties. In: German Realist Drawing of the 1920s. Ausstellungskatalog. Herausgegeben von Peter Nisbet und Carol Selle. Solomon R. Guggenheim Museum, New York 1986.
- Zwischen Barock und Dada: Rainer Gross. In: Rainer Gross. Ut poesis pictura 1977–1986. Herausgegeben von Samson Dietrich Sauerbier. Cologne Art Fair, Köln/New York 1986.
- Eine andere Sammlung – Die Sammlung Lacroix. In: Sammlung Lacroix. Ausstellungskatalog. Aachen 1988.
- Möglicherweise durchs Hirn unter die Haut. In: Mischa Kuball: Deutsches Haus Würzburg 1989. Deutsches Haus (sozialer Wohnungsbau). Deutscher Pavillon. Mediendrama. Ausstellungskatalog. Stadt Würzburg Museum im Kulturspeicher. Würzburg 1989, ISBN 3-928155-02-4.
- Moderne, Rationalität und Reaktion – oder: Wie quadratisch ist das Schwarze Quadrat? In: Die Explosion des Schwarzen Quadrats. Realität und Utopie der rationalen Kunst. Dokumentation eines Symposiums der Bonner Kunstwoche 1989. Herausgegeben von Horst Rave. Gesellschaft für Kunst und Gestaltung, Bonn 1989.
- Arthur Lehning – Anarchist und Gelehrter zwischen zwei Epochen. In: Liber Amicorum – Arthur Lehning zum 90. Geburtstag. Maastricht 1989.
- Achim Duchow: Offenbare Hinterhalte – hinterhältige Offenbarungen. In: Achim Duchow. Möchtest du nochmal arm sein? Ausstellungskatalog. Neuer Aachener Kunstverein, Bonn, Köln, Düsseldorf 1990.
- Symbol and Contradiction – A Project of Osvaldo Romberg. In: Osvaldo Romberg: The Last Mikvah on Fifth Avenue. Ausstellungsfaltblatt. The Jewish Museum, New York 1990.
- Die etwas andere Moderne. In: hfg forum 15. Hochschule für Gestaltung, Offenbach am Main 1993.
- Günther Selichar: Ab durch die Medien! In: Günther Selichar – Suchbilder. Ausstellungskatalog. Galerie Ropac, Salzburg 1993.
- Sidney Tillim: Malerei zwischen Kulturgeschichte und Fernsehen. In: Sidney Tillim. Ausstellungskatalog. Galerie Vorsetzen, Hamburg 1994.
- Warhol – Beuys. Normalität der Transzendenz oder Transzendierung der Normalität? In: Regel und Ausnahme. Festschrift für Hans Holländer. Herausgegeben von Peter Gerlach und Heinz Herbert. Thouet Verlag, Aachen/Leipzig/Paris 1995, ISBN 3-930594-08-0.
- Martha Laugs und die Bombe. In: Martha Laugs – Technically Sweet. Ausstellungskatalog. Herausgegeben von Gabriele Uelsberg und Martha Laugs. Städtisches Museum in der Alten Post, Mülheim an der Ruhr 1996, ISBN 3-928135-10-4.
- Raoul Ubac und die 'Ecole de Cologne'. In: Raoul Ubac: 1910–1985. Skulpturen, Gemälde, Zeichnungen, Photographien. Ausstellungskatalog. Grenz-Echo-Verlag, Eupen 1996, ISBN 90-5433-085-6.
- Elfriede Stegemeyer und die Rheinischen Progressiven. In: Elfriede Stegemeyer – Fotografien. Ausstellungskatalog. Kunsthalle Bremen/Bauhaus Dessau. Hatje Cantz Verlag, Ostfildern 1999, ISBN 3-89322-505-6.
- Heinrich Siepmann: Bilder von Freiheit und Ordnung. In: Heinrich Siepmann. Monographie und Werkverzeichnis der Gemälde. Ausstellungskatalog. Herausgegeben von Ferdinand Ulrich. Zeche Zollverein Essen und Kunsthalle Recklinghausen. Kerber Verlag, Bielefeld 1999, ISBN 3-929040-41-7.
- Gerard Caris – oder: Die Welt als Dimensionalität und Vorstellung. In: Gerard Caris: Kunst und Mathematik. Neue Reflexionen über das Fünfeck. Ausstellungskatalog. Herausgegeben von Theresia Kiefer und Gerard Caris. Wilhelm-Hack-Museum, Ludwigshafen 1999, ISBN 3-00-004903-7.
- Not Too Bad. In: Bad Bad. Ausstellungskatalog. Kunsthalle Baden-Baden. 1999.
- Fetisch Medien. Ausstellungsbroschüre. Galerie Schüppenhauer, Köln 2002.